# CARD18
CARD18 (англ. Caspase recruitment domain family member 18) — білок, який кодується однойменним геном, розташованим у людей на 11-й хромосомі. Довжина поліпептидного ланцюга білка становить 90 амінокислот, а молекулярна маса — 10 138.
| 10         |  | 20         |  | 30         |  | 40         |  | 50         |
| ---------- |  | ---------- |  | ---------- |  | ---------- |  | ---------- |
| MADQLLRKKR |  | RIFIHSVGAG |  | TINALLDCLL |  | EDEVISQEDM |  | NKVRDENDTV |
| MDKARVLIDL |  | VTGKGPKSCC |  | KFIKHLCEED |  | PQLASKMGLH |  |            |

A: Аланін

C: Цистеїн

D: Аспарагінова кислота

E: Глутамінова кислота

F: Фенілаланін

G: Гліцин

H: Гістидин

I: Ізолейцин

K: Лізин

L: Лейцин

M: Метіонін

N: Аспарагін

P: Пролін

Q: Глутамін

R: Аргінін

S: Серин

T: Треонін

Кодований геном білок за функціями належить до інгібіторів протеаз, інгібітор тіолових протеаз.